# Euthamia
 Euthamia  (Nutt.) Cass., 1825 è un genere di piante angiosperme dicotiledoni della famiglia delle Asteraceae, sottofamiglia Asteroideae, tribù Astereae (North American lineage) e sottotribù Gutierreziinae.

## Etimologia
Il nome del genere (Euthamia) deriva dal greco "eu-" (= bene o buono), e "thamees" (= affollato), quindi "ben affollato" in riferimento alla dalla densa sinflorescenza.
Il nome scientifico del genere è stato definito dai botanici Thomas Nuttall (1786-1859) e Alexandre Henri Gabriel de Cassini (1781-1832) nella pubblicazione " Dictionnaire des Sciences Naturelles, dans lequel on traite méthodiquement des différens êtres de la nature, considérés soit en eux-mêmes, d'aprés l'état actuel de nos connoissances, soit relativement à l'utilité quén peuvent retirer la médecine, l'agriculture, le commerce et les arts. Strasbourg. Edition 2" ( Dict. Sci. Nat., ed. 2. [F. Cuvier] 37: 471) del 1825.

## Descrizione

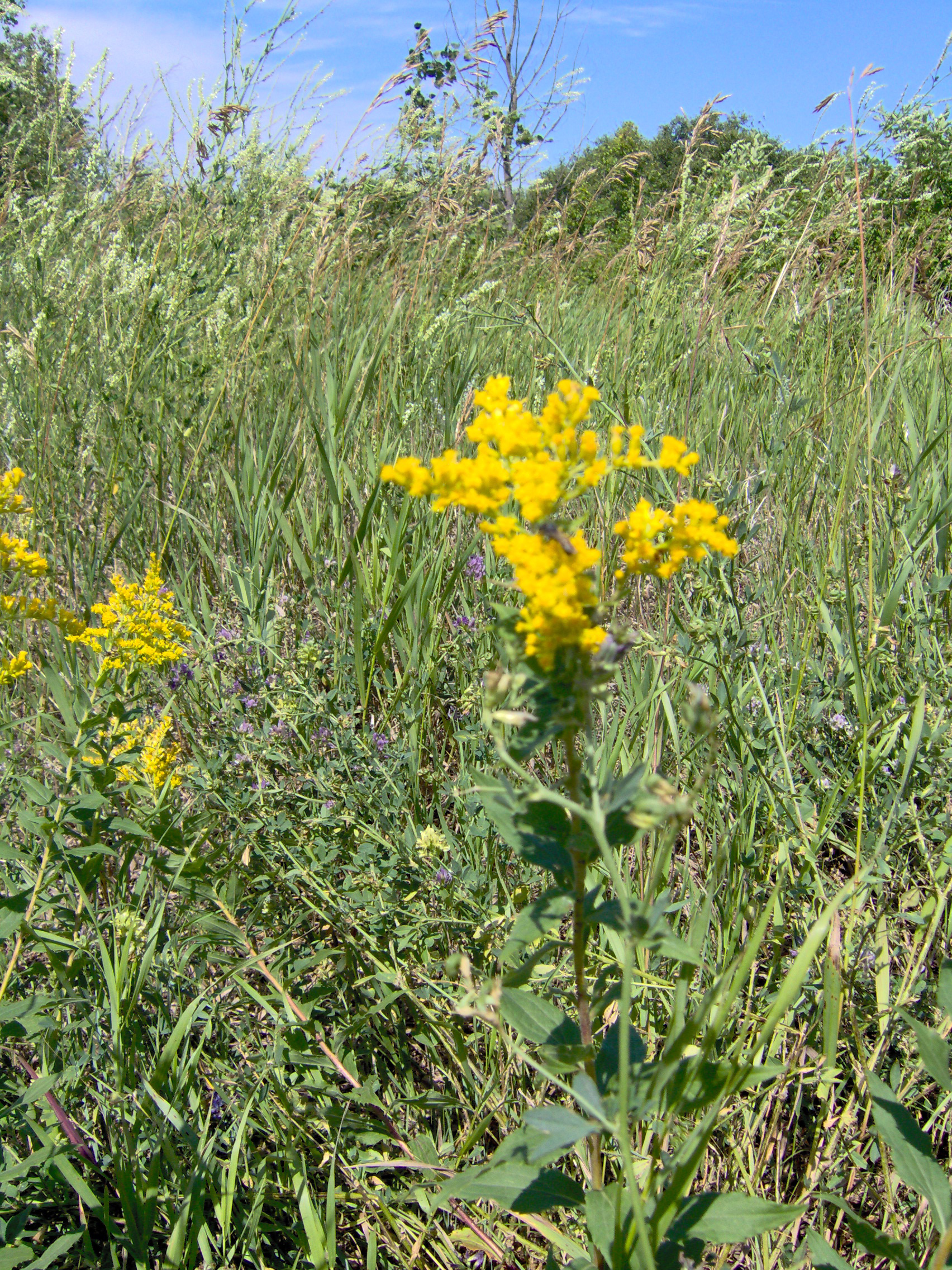
Il portamento
Euthamia leptocephala

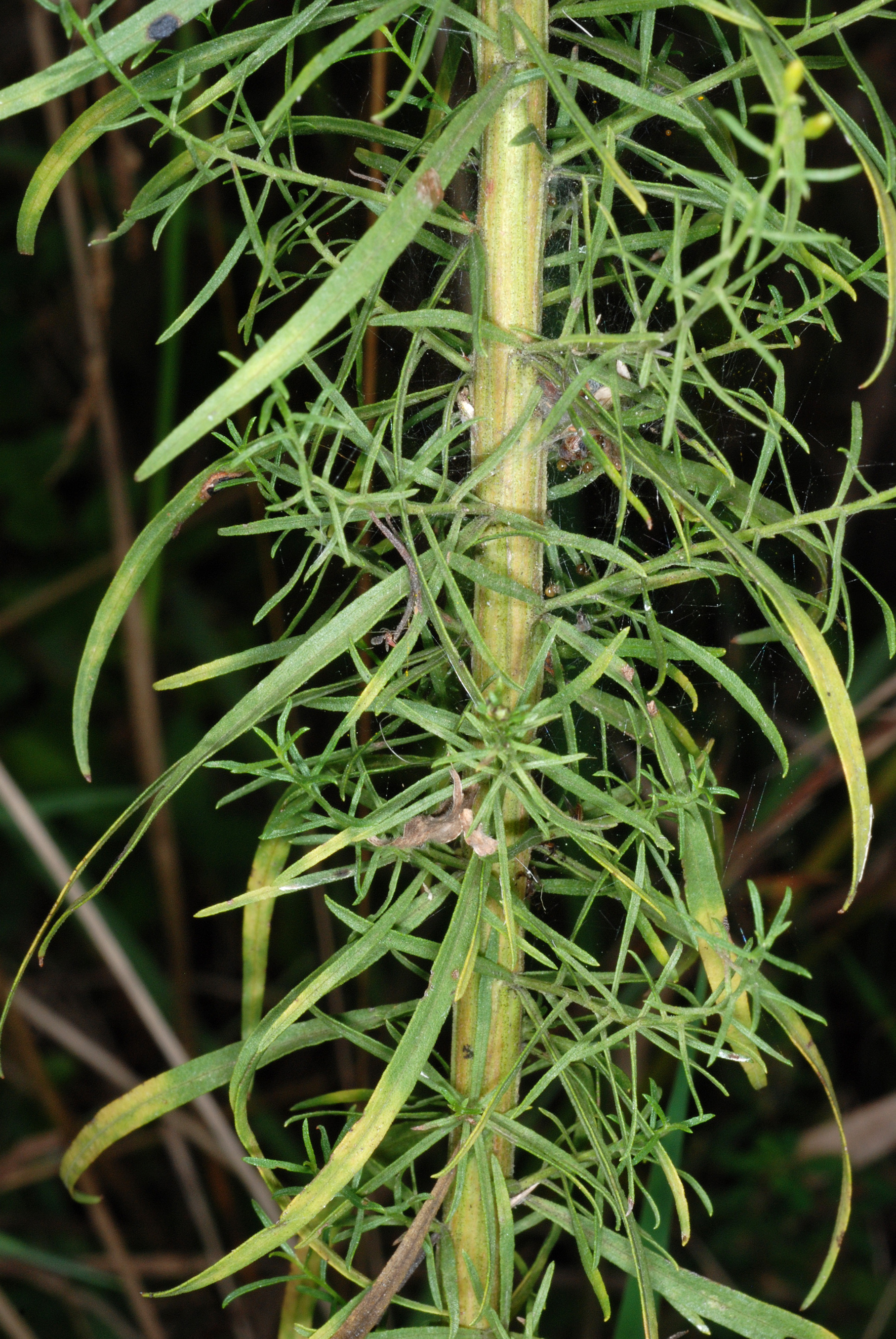
Le foglie
Euthamia caroliniana

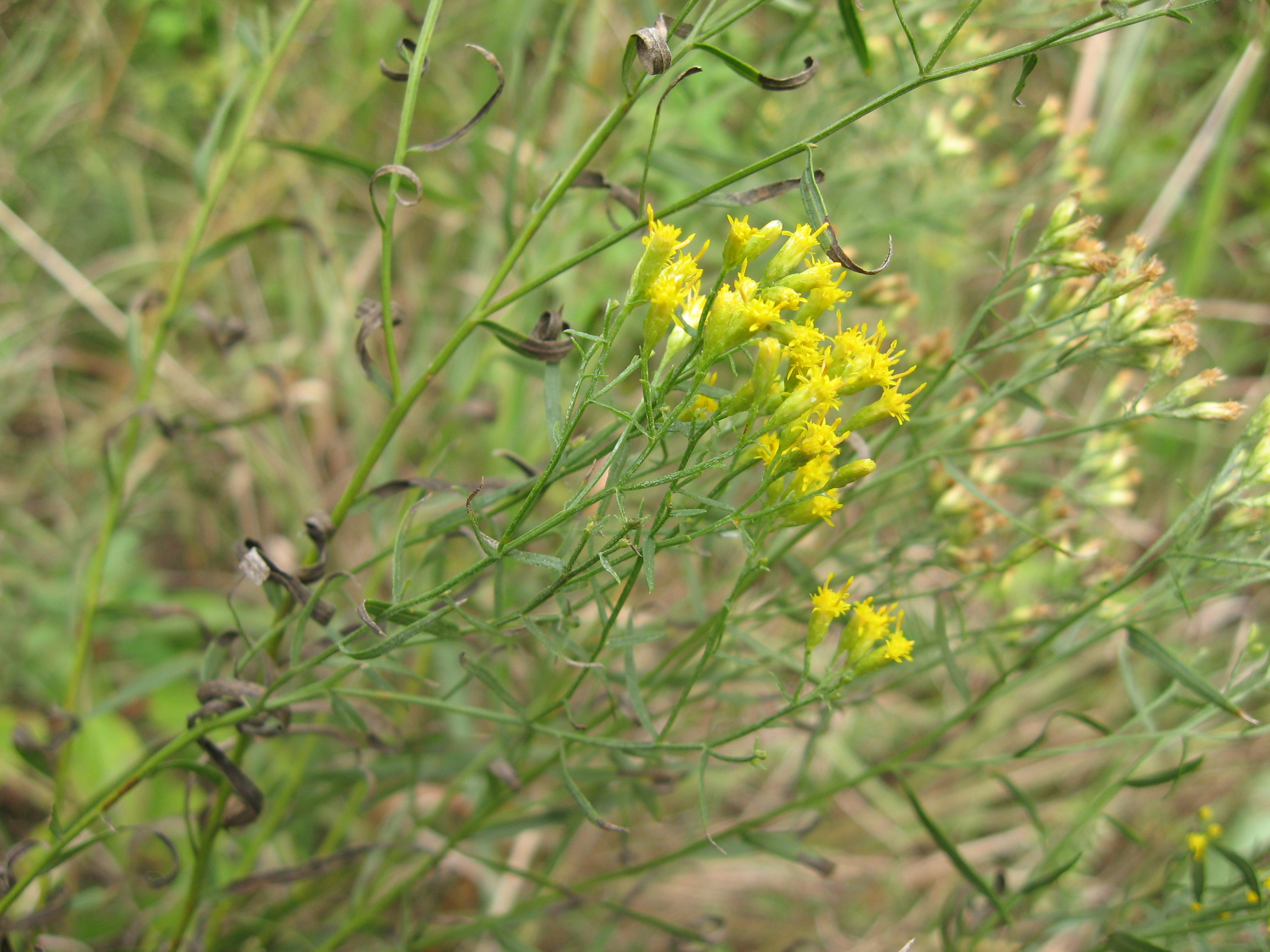
Infiorescenza
Euthamia gymnospermoides

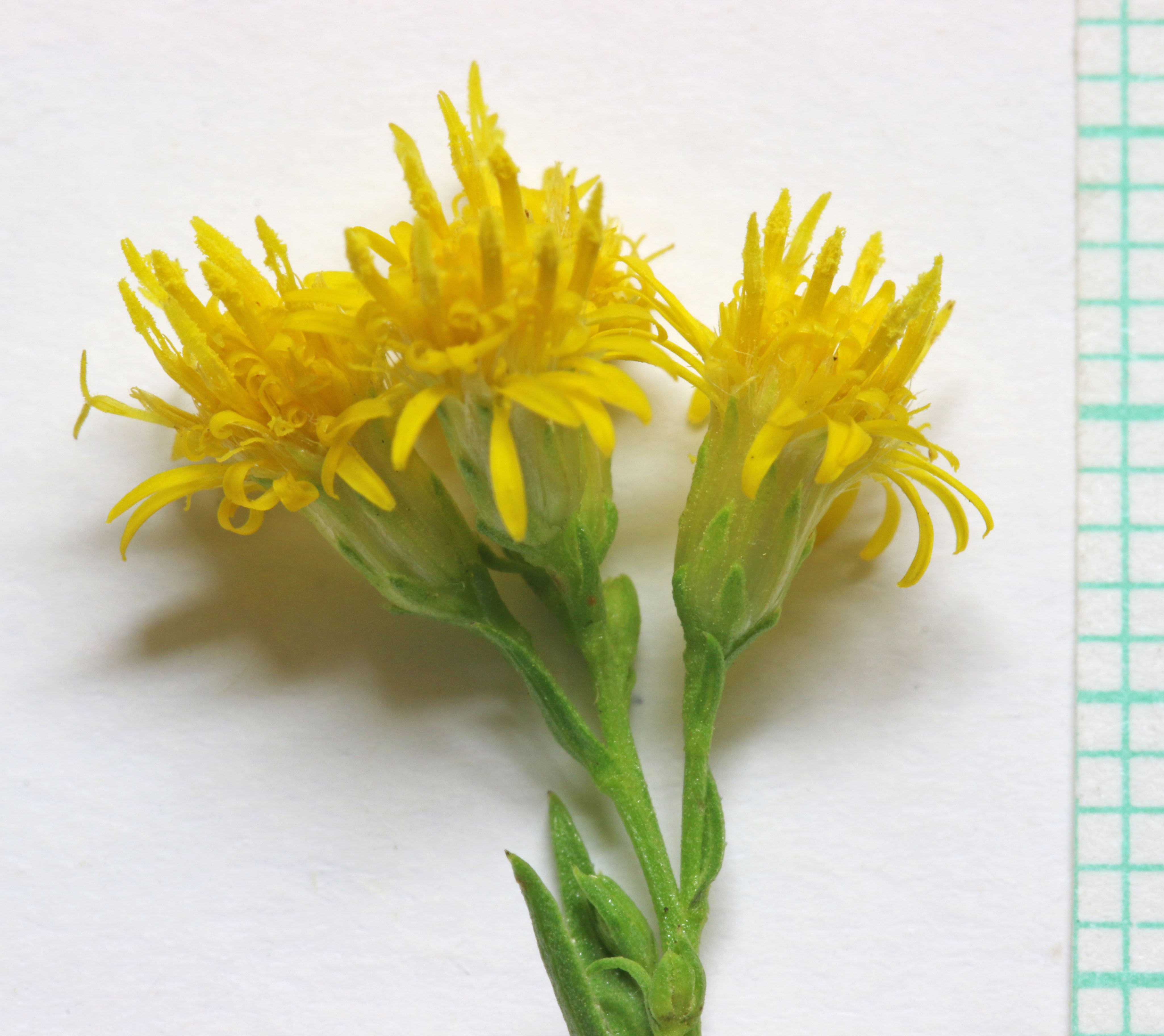
I fiori
Euthamia occidentalis

Portamento. Le specie di questo genere hanno un habitus di tipo erbaceo perenne con un indumento da glabro a scabro.
Fusto. La parte aerea in genere è eretta, semplice o ramosa. La parte sotterranea è rizomatosa.
Foglie. Le foglie, tutte cauline, sono disposte in modo alternato e sono sessili. La lamina è semplice con forme da lineari a lineari-lanceolate e con 1 o 3 - 5 nervature parallele. Sulla superficie possono essere presenti dei punti ghiandolari.
Infiorescenza. Le sinflorescenze sono composte da diversi capolini raccolti in formazioni più o meno piatte e corimbose. Le infiorescenze vere e proprie sono composte da un capolino terminale peduncolato di tipo radiato. I capolini sono formati da un involucro, con forme da cilindriche a turbinate o emisferiche, composto da diverse brattee, al cui interno un ricettacolo fa da base ai fiori di due tipi: fiori del raggio e fiori del disco. Le brattee, con forme da ovate a oblunghe, apici ottusi e a consistenza cartacea, sono disposte in modo più o meno embricato e scalato su 3 - 5 serie. Il ricettacolo talvolta è peloso; la forma è piatta o da convessa a conica.
Fiori.  I fiori sono tetra-ciclici (formati cioè da 4 verticilli: calice – corolla – androceo – gineceo) e pentameri (calice e corolla formati da 5 elementi). Si distinguono in:
- fiori del raggio (esterni): da 15 a 25 per capolino, sono femminili; la forma è ligulata (zigomorfa);
- fiori del disco (centrali): (da 7 a 15) sono con forme brevemente tubulose (attinomorfe); sono ermafroditi.

- Formula fiorale:

*/x K {\displaystyle \infty }, [C (5), A (5)], G 2 (infero), achenio
- Calice: i sepali del calice sono ridotti ad una coroncina di squame.

- Corolla:

- fiori del raggio: la forma della corolla alla base è più o meno tubulosa, mentre all'apice è ligulata; la ligula può terminare con alcuni denti; il colore è giallo;
- fiori del disco: la forma è tubulare-imbutiforme bruscamente divaricata in 5 lobi; i lobi, patenti, hanno una forma lanceolata; il colore è giallo.

- Androceo: l'androceo è formato da 5 stami sorretti da filamenti generalmente liberi; gli stami sono connati e formano un manicotto circondante lo stilo con inserzione nella giunzione tra il tubo della corolla e il lembo; le teche (produttrici del polline) alla base sono troncate e sono lievemente auricolate (molto raramente sono speronate o hanno una coda); le appendici apicali delle antere hanno delle forme piatte e lanceolate; il tessuto endoteciale (rivestimento interno dell'antera) è quasi sempre polarizzato (con due superfici distinte: una verso l'esterno e una verso l'interno). Il polline è sferico con un diametro medio di circa 25 micron;  è tricolporato (con tre aperture sia di tipo a fessura che tipo isodiametrica o poro) ed è echinato (con punte sporgenti).[10][12]

- Gineceo: l'ovario è infero uniloculare formato da 2 carpelli.[6] Lo stilo (il recettore del polline) è profondamente bifido (con due stigmi divergenti) e con le linee stigmatiche marginali separate.[13] I due bracci dello stilo hanno una forma lanceolata e possono essere papillosi o ricoperti da ciuffi di peli.

Frutti. I frutti sono degli acheni con pappo. Gli acheni, con forme da oblunghe a strettamente turbinate e affusolate spiraleggianti, sono lateralmente compressi con 2 - 4 nervature; la superficie è strigosa. Il pappo è formato da una serie di setole.

## Biologia
Impollinazione: l'impollinazione avviene tramite insetti (impollinazione entomogama tramite farfalle diurne e notturne).

Riproduzione: la fecondazione avviene fondamentalmente tramite l'impollinazione dei fiori (vedi sopra).

Dispersione: i semi (gli acheni) cadendo a terra sono successivamente dispersi soprattutto da insetti tipo formiche (disseminazione mirmecoria). In questo tipo di piante avviene anche un altro tipo di dispersione: zoocoria. Infatti gli uncini delle brattee dell'involucro (se presenti) si agganciano ai peli degli animali di passaggio disperdendo così anche su lunghe distanze i semi della pianta. Inoltre per merito del pappo il vento può trasportare i semi anche a distanza di alcuni chilometri (disseminazione anemocora).

## Distribuzione e habitat
Le specie di questo genere sono distribuite in America del Nord e naturalizzate in Europa.

## Sistematica
La famiglia di appartenenza di questa voce (Asteraceae o Compositae, nomen conservandum) probabilmente originaria del Sud America, è la più numerosa del mondo vegetale, comprende oltre 23.000 specie distribuite su 1.535 generi, oppure 22.750 specie e 1.530 generi secondo altre fonti (una delle checklist più aggiornata elenca fino a 1.679 generi). La famiglia attualmente (2021) è divisa in 16 sottofamiglie; la sottofamiglia Asteroideae è una di queste e rappresenta l'evoluzione più recente di tutta la famiglia.

### Filogenesi
La tribù Astereae (una delle 21 tribù della sottofamiglia Asteroideae) comprende circa 40 sottotribù. In base alle ultime ricerche nella tribù sono stati individuati (provvisoriamente) 5 principali lignaggi:
- Basal grade: include alcuni generi isolati, il gruppo "South American-Oceania",  alcune sottotribù africane e il gruppo dei generi legnosi del Madagascar.
- Bellis lineage: comprende le sottotribù eurasiatiche e una sottotribù africana.
- Aster lineage: include i generi asiatici di Asterinae e i principali gruppi dell'Australia e dell'Oceania.
- Baccharis lineage: include alcuni gruppi sudamericani.
- North American lineage: include la vasta gamma di sottotribù del Nordamerica, Messico e alcuni gruppi distribuiti nel Sudamerica.

Il genere  Euthamia (insieme alla sottotribù Gutierreziinae) è incluso nel lignaggio "North American lineage". In precedenti trattazioni le specie di questo genere erano descritte all'interno della sottotribù Solidagininae. In base a ricerche di tipo filogenetico il genere di questa voce, nell'ambito della sottotribù, occupa una posizione più o meno centrale insieme ai generi Amphiachyris, Gutierrezia e Gymnosperma.
I caratteri distintivi del genere sono:
- le foglie sono solamente cauline;
- i capolini sono del tipo radiato con 15 - 25 fiori del raggio;
- le brattee dell'involucro non sono disposte in ranghi verticali.

Il numero cromosomico delle specie di questo genere è: 2n = 18.

### Elenco delle specie
Questo genere ha 13 specie:
- Euthamia caroliniana (L.) Greene ex Porter & Britton
- Euthamia floribunda  Greene
- Euthamia galetorum  Greene
- Euthamia graminifolia  (L.) Nutt.
- Euthamia gymnospermoides  Greene
- Euthamia lanceolata  (L.) G.L.Nesom
- Euthamia leptocephala  (Torr. & A.Gray) Greene ex Porter & Britton
- Euthamia occidentalis  Nutt.
- Euthamia oklahomensis  G.L.Nesom
- Euthamia pulverulenta  Greene
- Euthamia remota  Greene
- Euthamia scabra  Greene
- Euthamia weakleyi  G.L.Nesom

## Flora spontanea italiana
Sul territorio italiano è presente la specie, esotica naturalizzata, Euthamia graminifolia  (L.) Nutt. (nome comune: verga d'oro). L'altezza massima della pianta è di 3 - 15 dm; il ciclo biologico è perenne; la forma biologica è emicriptofita rizomatosa (H rhiz); il tipo corologico è Canada e USA; l'habitat tipico sono gli ambienti umidi nella brughiera; in Italia è una specie rara e si trova in Piemonte fino ad una quota di 250 m s.l.m..